# Fran Fullenwider
Fran Fullenwinder (Harlingen, 16 novembre 1945 – Westminster, 2 maggio 1997) è stata un'attrice statunitense.

## Biografia
Nata in Texas, da bambina fece equitazione per poi laurearsi presso la New York University Film School, pagandosi gli studi grazie ad un ricco patrimonio (diversi milioni di dollari) ereditati da una zia che non aveva mai conosciuto, che le permisero di dedicarsi alla sua grande passione, il cinema. Si trasferì ancora bambina in Inghilterra nel 1950.
Fu dotata di una corporatura magra fino all'età di 21 anni, quando abbandonò l'idea di fare la modella e ingrassò notevolmente arrivando a pesare circa 140 kg per 157 cm di altezza. La sua corporatura molto robusta la rese un'attrice specializzata in ruoli particolari. Si diplomò alla Royal Academy of Dramatic Art di Londra e nel 1970 si affidò ad un'agenzia di spettacolo specializzata in modelle ed attrici dal fisico robusto. Tuttavia ha al suo attivo pochi film, spesso relegata a ruoli da caratterista e sovente non accreditata. È nota soprattutto per i suoi ruoli nei film The Rocky Horror Picture Show (1975), Nutcracker (1983) e La casa degli spiriti (1993), sua ultima apparizione al cinema.
In Italia esordisce nel 1975 con un ruolo da protagonista in Una sera c'incontrammo, dove interpreta la figlia di un ricco industriale statunitense che si innamora a prima vista di un operaio, interpretato da Johnny Dorelli. Ha un ruolo importante anche in L'affittacamere del 1976, dove è l'ingenua sorella di Gloria Guida, mentre nel 1978 è sul set di Melodrammore, discussa pellicola diretta da Maurizio Costanzo, nel quale interpreta una donna che viene preferita dal protagonista ad una ragazza che nel film ha le sembianze dell'attrice Jenny Tamburi.
Anche se non hanno mai lavorato insieme, una solida amicizia la legava a Federico Fellini, maturata dopo aver sostenuto un provino con lui a Londra. Dagli anni ottanta partecipa a diverse produzioni britanniche, recitando per l'ultima volta nel 1995 nel ruolo di una contessa nell'episodio Il ritratto ovale de I racconti del mistero e del terrore, una serie televisiva di 13 episodi basata sull'omonima raccolta di racconti di Edgar Allan Poe pubblicato nel 1908. Sarà quella la sua ultima apparizione: la carriera della Fullenwider finì curiosamente con il genere horror, allo stesso modo in cui era cominciata.

### Morte
È morta prematuramente per un infarto a 51 anni a Westminster, un quartiere di Londra, presso il Princes Grace Hospital.

## Filmografia

### Cinema
- The Mutations, regia di Jack Cardiff (1974)
- The Rocky Horror Picture Show, regia di Jim Sharman (1975)
- Una sera c'incontrammo, regia di Piero Schivazappa (1975)
- L'affittacamere, regia di Mariano Laurenti (1976)
- Melodrammore, regia di Maurizio Costanzo (1978)
- Il club dei mostri (The Monster Club), regia di Roy Ward Baker (1981)
- Nutcracker, regia di Anwar Kawadri (1982)
- Al limite, cioè, non glielo dico, regia di Franco Rossetti (1984)
- Mangia il ricco (Eat the Rich), regia di Peter Richardson (1987)
- La casa degli spiriti (The House of the Spirits), regia di Bille August (1993)

### Televisione
- Doctor in Charge – serie TV, 1 episodio (1973)
- L'ispettore Regan (The Sweeney) – serie TV, 1 episodio (1975)
- The Basil Brush Show – serie TV, 2 episodi (1975-1978)
- Lo spaventapasseri (Worzel Gummidge) – serie TV, 1 episodio (1980)
- Angels – serie TV, 1 episodio (1981)
- I racconti del mistero e del terrore (Tales of Mystery and Imagination) – serie TV, 1 episodio (1995)

## Doppiatrici italiane
- Angiolina Quinterno in Una sera c'incontrammo
- Flaminia Jandolo in L'affittacamere

## Curiosità
- Il critico cinematografico Massimo Bertarelli definì così l'interpretazione dell'attrice nel film Una sera c'incontrammo: «Simpatica l'ingombrante e poco seducente Fran Fullenwider, una meteora, o meglio, un meteorite, a Cinecittà»[7][2].